# Staatsinstituut voor Internationale Betrekkingen van Moskou

MGIMO campus van Odintsovo

Het Staatsinstituut voor Internationale Betrekkingen van Moskou (Universiteit) onder het Ministerie van Buitenlandse Zaken van de Russische Federatie (Russisch: Московский государственный институт международных отношений (университет) Министерства иностранных дел Российской Федерации, afkorting MGIMO (МГИМО) is een Russische academische instelling in Moskou geleid door het Russisch Ministerie van Buitenlandse Zaken. Het instituut wordt beschouwd als een elite-instituut waar heel wat Russische en buitenlandse politieke en economische bewindslieden en de intelligentsia studeerden. Henry Kissinger noemde het MGIMO het Harvard van Rusland. Sinds de oprichting studeerden al meer dan 40.000 studenten aan het MGIMO waarvan 5.500 buitenlanders.
MGIMO biedt opleidingen in internationale betrekkingen, internationale economische relaties, regionale studies, internationaal recht, politieke wetenschappen, publiek en bedrijfsbeheer, journalistiek, publieke relaties, handelszaken en internationaal zakenwezen. De universiteit is wereldwijd de instelling waar vakken in het grootst aantal talen wordt aangeboden, meer bepaald gaat het om 53 talen, waaronder bijvoorbeeld het Nederlands, Afrikaans, Deens, Hebreeuws of Maleis.
De universiteit heeft acht faculteiten, drie instituten en is actief op twee campussen.
In 2017 had het instituut een jaarbudget van 1,5 miljard ₽.
Het staatsinstituut ontstond op 14 oktober 1944 als de afsplitsing van de faculteit van internationale betrekkingen van de Lomonosov-universiteit van Moskou bij decreet van de Raad van Volkscommissarissen. Met het ontstaan werd naast het Ministerie van Hoger Onderwijs ook het Ministerie van Buitenlandse Zaken bevoegd voor de onderwijslijn van de instelling. Na 1946 was de toegang ook mogelijk voor studenten van landen van het Warschaupact, de Volksrepubliek China, Mongolië of Cuba. Initieel had de instelling drie faculteiten, internationale en economische wetenschappen en recht. In 1958 kwam het tot een fusie met het Instituut voor Buitenlandse Handel, in 1934 opgericht in Leningrad en nadien naar Moskou verhuisd.
Van zijn oprichting in 1944 tot 1992 was het instituut gevestigd in gebouwen vlak bij het metrostation Park Koeltoery, en dus ook vlak bij het Gorkipark waar het metrostation naar vernoemd is. Tussen 1980 en 1992 begon de verhuizing van faculteiten en onderzoeksgroepen naar een nieuwe campus tussen de stations Prospekt Vernadskogo en Joego-Zapadnaja, zo'n 10 km meer naar het zuidwesten.

## Enkele alumni
- İlham Əliyev, president van Azerbeidzjan
- Irina Bokova, directeur-generaal van de UNESCO
- Miroslav Lajčák, minister van buitenlandse zaken in Slowakije
- Maroš Šefčovič, vicevoorzitter en Europees commissaris van de Europese Commissie
- Kirsan Iljoemzjinov, voormalig president van Kalmukkië en president van de FIDE
- Sergej Lavrov, Russisch minister van buitenlandse zaken
- Patoch Sjodijev, Oezbeeks zakenman
- Vladimir Potanin, Russisch zakenman
- Štefan Füle, Tsjechisch politicus en voormalig Europees Commissaris
- Andrei Vladimirovitsj Kozyrev, voormalig Russisch minister van Buitenlandse Zaken
- Andrej Loekanov, voormalig Bulgaars premier
- Petar Mladenov, voormalig president van Bulgarije
- Vladlen Veresjtsjetin, jurist Internationaal Gerechtshof
- Bachtiejar Toezmoechamedov, Russisch rechter en hoogleraar
- Andrej Karlov, Russisch diplomaat
- Anatoli Kovler, voormalig Russisch rechter aan het Europees Hof voor de Rechten van de Mens in Straatsburg.
- Maria Zacharova, woordvoerster van het Russische Ministerie van Buitenlandse Zaken, Buitengewoon en Gevolmachtigd Gezant, PhD

## Bekende hoogleraren
- Sergej Borisovitsj Krylov, hoogleraar internationaal recht
- Fjodor Ivanovitsj Kozjevnikov, hoogleraar internationaal recht
- Joeri Michailovitsj Kolosov, professor internationaal recht, Juris Doctor